# António Garcia Barreto
António Garcia Barreto (Amadora, 15 de Dezembro de 1948) é um escritor português.

## Biografia
Licenciou-se em História, na Faculdade de Letras da Universidade de Lisboa. Viveu a guerra colonial, foi empregado de livraria, técnico de organização e métodos, gestor de Recursos Humanos e director de Pessoal em empresas de grande e média dimensão.
Tem publicado romances, contos e literatura infanto-juvenil e colaborado em jornais e revistas, entre os quais o Notícias (de Lourenço Marques/Maputo), Diário Popular, República e jornais e suplementos infantis como o Pimpão e o Pontinho. No ano de 1972 recebeu o 1.º Prémio de Poesia, nos Jogos Florais da Manutenção Militar, no 75.º aniversário da Instituição, com o poema «Uma Força Vinda do Vento» (Publicado na revista da Manutenção Militar n.º 19, ANO IV, de 11-06-1972). Em 1973 obteve o 1º Prémio de um Concurso de Contos promovido pelo Diário Popular, com o conto «Tio Jeropiga, Tio Manel Pedreiro, Eu, a Mula Bizarra e Companhia» (Publicado no jornal Diário Popular de 30-08-1973).
Nos anos de 1981/82 criou e dirigiu a Oficina do Tio Lunetas, página infantil do semanário regional Notícias da Amadora. O seu romance «A Malta da Rua dos Plátanos» encontra-se traduzido em russo. Alguns dos seus textos para crianças estão incluídos em seletas escolares e o livro «Botão Procura Casa» foi transcrito para Braille. O conto Um Minuto Mágico, mais tarde incluído no livro «Contos do Amor Breve», foi distinguido no Prémio Literário Hernâni Cidade, em 1996, promovido pela Câmara Municipal do Redondo.
No ano 2000 foi atribuído ao seu romance juvenil «Rubens e a Companhia do Espanto em O Caso da Mitra Desaparecida» o Prémio Literário de Sintra - Adolfo Simões Müller, promovido pela Câmara Municipal de Sintra. Esta obra foi reeditada, em 2006, com o título «A Mitra Desaparecida», na coleção Aventura de Viver, da colecção onde o autor tem publicado outros romances juvenis. No mesmo ano e com a chancela da mesma editora saiu o seu livro infantil «Uma Zebra ao Telefone», ilustrado por Viktoriya Borshch, incluído no Plano Nacional de Leitura  .
Em 2005, publica na editora Campo das Letras o romance «Ensina-me a Namorar» e
em 2006, na Roma Editora, sai o romance, «À Sombra das Acácias Vermelhas», com os quais esgota no seu trabalho literário o tema da guerra colonial, já abordado, de passagem, no primeiro livro.
Em 2008, publica novo título juvenil «Ricardo Caiu no Buraco de Ozono», na Ambar, e o romance «A Mulher da Minha Vida», na Oficina do Livro, romance cuja acção decorre em Lisboa, nos anos 30 do século passado.
No ano seguinte, publica uma reedição de um livro juvenil O Caso da Cobra com Asas, pertencente à série Brigada Azul.
Em 2010, publica o romance «Um Sorriso para a Eternidade». Segue-se, em 2011, o romance «O Homem do Buick Azul», no qual reaparece o detetive Eneias Trindade, personagem principal do livro «A Mulher da Minha Vida». Em 2017, reedição do livro infantil Uma Zebra ao Telefone. Em 2019, sai a 2.ª edição, revista, do romance "A Malta da Rua dos Plátanos", numa edição da Book Cover, do Porto. Durante todo o mês de Abril de 2021, este romance foi vendido juntamente com os jornais Diário de Notícias e Jornal de Notícias como forma de assinalar o 25 de Abril. Em 2021, venceu o Prémio Literário Orlando Gonçalves de ficção literária, instituído pela Câmara Municipal de Amadora, com o seu romance "O Discreto Cavalheiro". Em 2022 publica o romance Querubim, o Filho da Puta, na Editora Guerra e Paz. No ano seguinte publica o romance "O Regresso do Primo Basílio" no Grupo Narrativa. O seu romance "Por Amor a Leonor" recebeu o Prémio Vergílio Ferreira 2024  de ficção literária, instituído pela Câmara Municipal de Gouveia. 
António Garcia Barreto é membro da APE - Associação Portuguesa de Escritores, com o n.º 449, e representado pela SPA - Sociedade Portuguesa de Autores, onde tem o n.º 5953. Publica o blogue Viagens por dentro dos dias

## Obras

### Poesia
- O Cio das Manhãs, Astrolábio Edições, Lisboa, 2020, ISBN 978-989-52-9488-6

### Ficção e Ensaio
- A Decisão do Rei de Espadas, Book Cover, Porto, 2025 ISBN 978-989-9126-83-1
- Por Amor a Leonor, Book Cover, Porto, 2024 ISBN 978-989-912-674-9
- O Regresso do Primo Basílio, Sell Out, Castro Verde, 2023, ISBN 978-989-8940-13-1
- Querubim, o Filho da Puta, Guerra e Paz Editora, Lisboa, 2022, ISBN 978-989-702-878-6
- O Discreto Cavalheiro, Âncora Editora, Lisboa, 2022, ISBN 978-972-780-803-8
- É Perigoso Brincar com os Beijos, Astrolábio Edições, Lisboa, 2021, ISBN 978-989-37-0010-5

- A Malta da Rua dos Plátanos, 2.ª edição, Book Cover Editora, Porto, 2019, ISBN 978-989-8898-21-0
- Ensina-me a Namorar, romance, 2.ª edição, CreateSpace (Amazon), Charleston, USA, 2014, ISBN 978-1502459473
- Contos do Amor Breve, contos, 2.ª edição, CreateSpace (Amazon), Charleston, USA, 2013, ISBN 978-1492347194
- O Homem do Buick Azul, romance, Oficina do Livro, 2011, ISBN 978-989-555-570-3
- Um Sorriso para a Eternidade, romance, Oficina do Livro, 2010, ISBN 978-989-555-505-5
- A Mulher da Minha Vida, romance, Oficina do Livro, 2008, ISBN 978-989-555-375-4
- À Sombra das Acácias Vermelhas, romance, Roma Editora, 2006, ISBN 972-8490-84-4
- Ensina-me a Namorar, romance, Campo das Letras, 2005, ISBN 972-610-850-0
- Dicionário de Literatura Infantil Portuguesa, ensaio, Campo das Letras, 2002,  ISBN 972-610-333-9
- Contos do Amor Breve, contos, Contemporânea Editora, 2000, ISBN 972-8305-85-0
- Literatura Para Crianças e Jovens em Portugal, ensaio, Campo das Letras, 1998, ISBN 972-610-102-6
- Triângulo de Guerra, romance, MAR-FIM, Depósito Legal n.º 23575/88, 1988
- A Malta da Rua dos Plátanos, romance, Editorial Caminho, edição 27/80, 1981. Tradução em russo, Ráduga Editora, 1983

### Literatura Infantil e Juvenil
- Conta Comigo, Pai!, Sell Out Kids, uma chancela do Grupo Narrativa, Castro Verde, 2019, ISBN 978-989-8940-01-8
- A Mitra Desaparecida, Sell Out Kids, uma chancela do Grupo Narrativa, Castro Verde, 2019, ISBN 978-989-8940-02-5
- Uma Zebra ao Telefone, edição digital, escritores.online, 2017
- O Caso da Cobra com Asas, col. Brigada Azul, Oficina do Livro, 2009, ISBN 978-989-555-445-4
- Ricardo Caiu no Buraco de Ozono, Ambar, 2008, ISBN 978-972-43-1283-5
- Conta Comigo, Pai!, Ambar, 2006, ISBN 972-43-1106-6
- A Mitra Desaparecida, Ambar, 2006, ISBN 972-43-1028-0
- Uma Zebra ao Telefone, Ambar, 2006, ISBN 972-43-1013-2
- Amanhã Regresso a Casa, Ambar, 2004, ISBN 972-43-0824-3
- Rubens e a Companhia do Espanto em O Caso da Mitra Desaparecida, Câmara M. de Sintra, 2001, ISBN 972-8209-78-9
- O Caso da Máscara Desmascarada, Vega Editora, 2001, ISBN 972-699-661-9
- O Caso da Cobra com Asas, Vega Editora, 2000, ISBN 972-699-660-0
- Eu Vou Contar a História do Livro, Edições Nave, s/d
- O Luxo da Gata Mafalda, Edições ASA, 1986
- Um Hipopótamo com Soluços, Edições Nave, 1985
- Tobias, Um Gato Com Manias, Edições Ró, 1982
- Na Rua Onde Moro, Plátano Editora, 1981
- Na-Nu, O Menino Que Estudava Num Livro de Pedra, Editorial Caminho, 1979
- História das Três Janelas, Plátano Editora, 1977
- Botão Procura Casa, Plátano Editora, 1977. Posterior versão em Braille.